# L-02C
L-02C（エル ゼロ に シー）は、LGエレクトロニクスジャパンによって開発された、NTTドコモによる初の第3.9世代移動通信システム、Long Term Evolution (LTE) 通信サービスXi（クロッシィ）に対応したデータ通信端末である。

## 概要
2010年12月24日のNTTドコモの3.9世代通信システムであるLTE (Xi) のスタートと同時に発売が開始される。最大通信速度が下り75Mbps/上り最大25Mbpsと超高速通信が可能だが、提供開始当初の利用エリアは東京・神奈川・千葉・名古屋・大阪の中心部や研究開発拠点のみとなるため、それ以外のエリアでは、HSPA方式の通信（下り7.2Mbps/上り5.7Mbps）の対応となる。またHSPA方式や3G方式の場合はFOMAプラスエリアも利用が可能なことと、国際ローミング（WORLD WING）エリアでも3G/GPRS共に利用が可能となる。
端末の形状はUSB接続型で、USBポート側のキャップも本体についているため、キャップをなくすといったことはない。
L-05Aなどと同様に、ゼロインストール機能が搭載されており、L-02Cをパソコンに接続するだけでUSBポート経由で「通信設定ファイル（ドライバー）」と「L-02C 接続ソフト」のインストール画面が自動で行うことが可能となる。
料金プランは新たに新設される「Xiデータプランにねん」か「Xiデータプラン」となるが、サービスを記念したキャンペーンにより、「にねん」の場合2段階定額で月額4,935円（上限価格）で使い放題となる（2012年4月まで）。
サービス開始当初利用できるインターネットサービスプロバイダ（ISP）はmopera Uのみとなる。

## 歴史
- 2010年11月8日 - F-01C・F-02C・F-03C・F-04C・F-05C・F-06C・L-01C・L-02C・L-03C・Optimus chat L-04C・N-01C・N-02C・N-03C・P-01C・P-02C・P-03C・SH-01C・SH-02C・LYNX 3D SH-03C・SH-04C・SH-05C・SH-06C・ブックリーダー SH-07C・TOUCH WOOD SH-08C・REGZA Phone T-01C・HW-01C・BlackBerry Curve 9300・フォトパネル03の開発並びに一部機種の発売を発表。
- 2010年11月18日 - 電気通信端末機器審査協会（JATE）通過。
- 2010年12月24日 - 発売開始。
- 2011年　2月9日 - ソフトウェア更新の提供を開始。